# Flachsmeer
Flachsmeer is een 4 meter boven zeeniveau liggend dorp in het Landkreis Leer in de Duitse deelstaat Nedersaksen. Bestuurlijk maakt het sedert 1973 deel uit van de gemeente Westoverledingen.
Flachsmeer is een in de late 18e eeuw en 19e eeuw ontstane veenkolonie, waar in de beginjaren kleine meren waren, en waar veel vlas werd verbouwd.
Het dorp heeft een neoromaanse kerk uit 1860, de enige rooms-katholieke kerk in de gemeente Westoverledingen.